# قره‌قیه (خاروانا)
قره‌قیه یکی از روستاهای استان آذربایجان شرقی است که در دهستان دیزمار مرکزی بخش خاروانا شهرستان ورزقان واقع شده‌است.